# Marcin Kołodyński

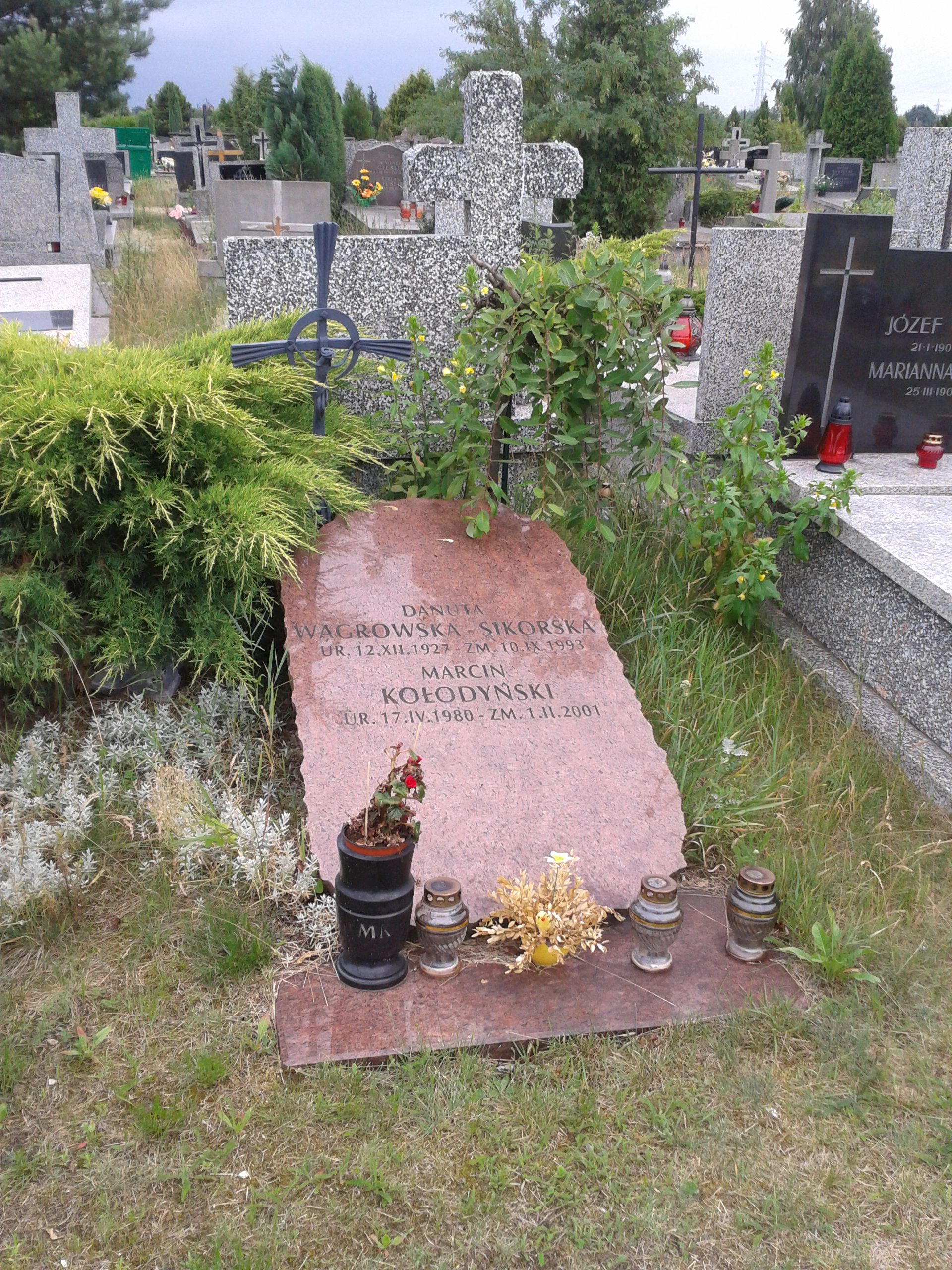
Grób Marcina Kołodyńskiego na cmentarzu Północnym w Warszawie

Marcin Kołodyński (ur. 17 kwietnia 1980 w Warszawie, zm. 1 lutego 2001 w Gliczarowie Górnym) – polski aktor i prezenter telewizyjny.

## Życiorys
Ukończył XXXIV Liceum Ogólnokształcące im. Miguela de Cervantesa w Warszawie. Studiował dziennikarstwo na Uniwersytecie Warszawskim.
W latach 1988–1998 był prowadzącym oraz tworzącym program młodzieżowy 5-10-15. Prowadził program Rower Błażeja od samego początku jego istnienia. W późniejszym okresie był prezenterem Kolejki – listy przebojów telewizyjnej Jedynki oraz programu Tenbit.pl telewizji TVN.

## Śmierć
Zmarł tragicznie w okolicach Zakopanego, podczas jazdy na snowboardzie. Zjeżdżając w nocy po słabo oświetlonym stoku, uderzył w ratrak, w wyniku czego poniósł śmierć na miejscu. Został pochowany na cmentarzu komunalnym Północnym w Warszawie (kwatera S-V-15, rząd 10, miejsce 3).

## Upamiętnienie
W 2001 roku zrealizowano dokumentalny film poświęcony jego osobie pt. Jak orzeł.
W latach 2001–2006 corocznie, w dniu urodzin Kołodyńskiego, przyznawano nagrodę jego imienia „5, 10 i dalej” dla młodych ludzi, którzy według kapituły jury są wzorem do naśladowania dla rówieśników oraz z uporem i pasją poszukują swojej życiowej drogi. Laureatami nagrody byli: Maciej Stuhr, Jakub Woźniak, Tomasz Bagiński, Marcin Cecko, Jan Mela oraz Karol Radziszewski.

## Filmografia
Filmy fabularne
- 1997: Sara
- 1999: Ajlawju – uczeń na lekcji wf-u
- 2000: Chłopaki nie płaczą – „Serfer”, kolega „Laski”

Seriale tv
- 1999: Na dobre i na złe – kolega Tomka (odc. 11)
- 1999–2001: Rodzina zastępcza – Darek Kwieciński, chłopak Majki Kwiatkowskiej
- 2001: M jak miłość – kolega Pawła Zduńskiego (odc. 15)

Spektakle tv
- 1995: Chłopcy z placu broni – Czonakosz
- 1997: Szara róża – Krzysztof
- 1998: Usta Micka Jaggera  – Bartek
- 2000: Siedemnastolatek